# Igreja Pentecostal Deus É Amor
A Igreja Pentecostal Deus é Amor (IPDA) é uma denominação evangélica pentecostal com sede em São Paulo, Brasil, e presença em 88 países. Foi fundada em 3 de junho de 1962 por David Martins de Miranda (1936–2015). Após sua morte em 21 de fevereiro de 2015, sua esposa, Ereni Oliveira de Miranda, assumiu a presidência.

## História
A IPDA foi fundada oficialmente em 3 de junho de 1962, em São Paulo, por David Martins de Miranda. Inicialmente, contava com três membros: David, sua mãe Anália Miranda e sua irmã Araci Miranda. A denominação cresceu nas décadas de 1970, 1980 e 1990, impulsionada por programas de rádio, contribuindo para o aumento do número de evangélicos no Brasil.

## Demografia
Segundo o Censo do Instituto Brasileiro de Geografia e Estatística (IBGE), a IPDA tinha 774 830 membros em 2000 e 845 383 em 2010.

## Diretoria-executiva
A IPDA realiza eleições bienais para sua Diretoria-Executiva e Conselho Fiscal. Para o biênio 2025/2026, foram eleitos:
- Milton Francisco de Almeida – Presidente
- Antônio Osmar de Oliveira – Vice-presidente
- Ilza Rocha Campos Silva – Secretária
- Maria Josefina Lopes da Cunha – Diretora financeira
- Marco Antônio Magno dos Santos – 1º Conselheiro Fiscal
- Regiane das Graças Tinonin Luciano – 2ª Conselheira Fiscal
- Fabrício Aparecido Biata – 3º Conselheiro Fiscal

## Meios de comunicação
A IPDA utiliza o rádio como principal meio de comunicação, transmitindo o programa "A Voz da Libertação" há mais de 50 anos. Também mantém presença na internet, com transmissões ao vivo e perfis em redes sociais como Facebook, Instagram, Twitter e YouTube.

## Eventos de fim de ano
A IPDA realiza eventos anuais em dezembro na sua Sede Mundial, em São Paulo, incluindo o Musical de Natal e cultos nos dias 31 de dezembro e 1º de janeiro. A denominação mantém parcerias com hotéis em São Paulo para acomodar fiéis de outras regiões.

## Dia da Igreja Pentecostal Deus é Amor
Em 24 de agosto de 2016, foi sancionada a Lei nº 16.538, de autoria do vereador Jair Tatto, que incluiu o dia 3 de junho no Calendário de Eventos da Cidade de São Paulo como o "Dia da Igreja Pentecostal Deus é Amor".

## Sedes

### Reinauguração da sede gaúcha
Em 19 de janeiro de 2025, a IPDA reinaugurou sua sede em Porto Alegre, após reformas devido às enchentes de maio de 2024. O templo, com capacidade para 1 500 pessoas, teve melhorias na estrutura, acústica e fachada.

### Inauguração da sede cearense
Em 15 de fevereiro de 2025, a IPDA inaugurou sua nova sede em Fortaleza, com capacidade para 1 100 pessoas. A obra, que durou 18 meses, incluiu tratamento acústico, mezanino, salas administrativas, espaço infantil, centro de formação e estacionamento subterrâneo.

## Controvérsia
Em 3 de dezembro de 2024, a IPDA emitiu um comunicado proibindo penteados afro, maquiagem, roupas justas e outros adereços, citando passagens bíblicas como 1 Timóteo 2:9-10 e 1 Coríntios 6:19-20. A medida gerou acusações de racismo nas redes sociais, levando o Movimento Negro Evangélico a registrar uma denúncia no Ministério Público de São Paulo. A IPDA cancelou as proibições, pediu desculpas e afirmou que o comunicado não representava seus valores, comprometendo-se a investigar o caso.